# Huejotzingo
Huejotzingo (Nahuatl : Huexotzinco) est une ville de l'État de Puebla, située au pied des contreforts de la Sierra Nevada. Son nom vient de Nahuatl et signifie "lieu de petits saules", car la région était autrefois couverte par les saules des marais. Huejotzingo qui compte 23 826 habitants (2005), est la capitale de la "Municipalité de Huejotzingo". Elle s'est érigée autour d'un monastère franciscain érigé entre 1525 et 1529. Le territoire de la "municipalité" couvre de la région métropolitaine de Puebla, de Juan C. Bonilla (5%) et Tlaltenango (75%) qui sont repartis en quatre quartiers dans la vallée de Cholula.

## Géographie, climat et écologie

### Situation
Huejotzingo est bâtie sur les flancs de la Sierra Nevada, à 25 km au nord-ouest de la capitale, sur l'autoroute no  150. La géographie du terrain varie en fonction de la proximité de la Sierra Nevada. Les régions situées à une altitude inférieure à 2 500 m de l’extrémité Est, elles font partie de la vallée de Puebla, et des plaines de Huejotzingo.

#### Relief, géologie, hydrographie
Les pentes les plus basses de la Sierra Nevada se situent entre 2 500 m et 3 000 m d'altitude. Au-dessus, à l'ouest, le territoire fait partie de la chaîne de montagnes et de la ceinture volcanique trans-mexicaine. Le côté est de la municipalité est plat. En direction ouest, le terrain commence à monter progressivement au centre du territoire, puis l'altitude augmente fortement à l'extrémité ouest, car c'est le pied du volcan Iztaccíhuatl. Près du volcan, il y existe d'autres sommets comme l'Ocotepec, le Tepechichipa et le Zacatalatla. Les pentes du volcan Iztaccíhuatl sont sensibles aux éboulements, en raison la fonte des neiges qui s'y déverse, notamment sur l'Ayolócotl.
La municipalité est incluse dans le bassin supérieur de la rivière Atoyac, c'est l’un des plus importants bassins de l’État. La rivière prend sa source à la frontière située entre l’ État du Mexico sur le versant Est de la Sierra Nevada. Les rivières et les ruisseaux traversent généralement la région du sud-ouest au nord-ouest, en provenance de la Sierra Nevada, et sont tous des affluents de l'Atoyac. Ils irriguent les villes de San Diego, Cuaxupila, Pipinahuac, Alseseca, Achipitzil, Tolimpa, Losa Cipreses, Actiopa et Xopanac.

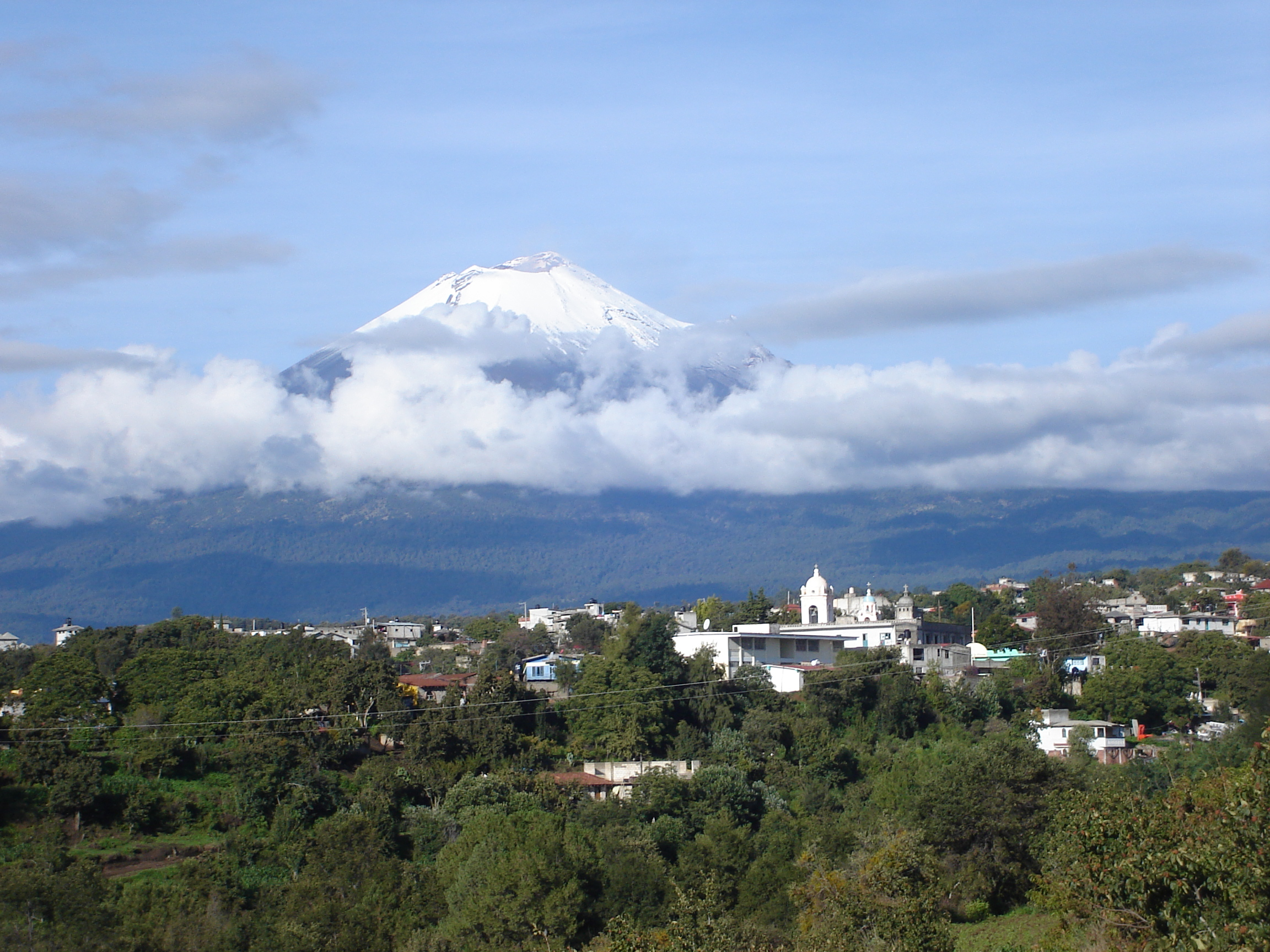
Panorama d' Atexcac

#### Climat
Le climat est réparti en trois zones. Dans les basses vallées le climat est tempéré humide et pluvieux en été. Au pied de la Sierra Nevada le climat est froid et semi-humide, avec des pluies prédominantes en été. Sur les pentes supérieures du volcan, le climat est froid. La végétation se divise également en trois zones. Les zones basses et plates sont toutes consacrées aux terres agricoles et aux zones urbaines. La région des contreforts se caractérise avec des forêts de pins, de chênes verts et d' oyamel, et des zones broussailleuses. Les pentes supérieures du volcan Iztaccíhuatl sont des massifs rocheux enneigés clairsemés de zones d'alpages.

### Voies de communication et transport
L'aéroport international de Puebla aussi appelé "Aeropuerto Internacional de Puebla Hermanos Serdán", (code IATA : PBC • code OACI : MMPB), est un aéroport mexicain proche du village se situe a vingt-trois kilomètres au nord-ouest de la ville de Puebla de los Ángeles (en français : Puebla des Anges). Il sert d'aéroport alternatif pour la ville de Mexico, du fait qu'il est intégré dans le complexe des aéroports métropolitains, qui inclut l' Toluca, Cuernavaca et Querétaro.

## Héraldique

Blason de Huejotzingo

Huejotzingo a reçu son blason en 1553 de Carlos V. Il montre une forteresse en argent sur un champ rouge, qui porte un drapeau bleu avec la croix de Jérusalem en or. Il y a aussi un palmier en or. De part et d'autre de la forteresse, il y a deux lions. Tout autour se trouve une bordure décorative avec cinq étoiles bleues sur fond argenté, avec les mots "Carolus Quintus Hispaniarum Rex" (latin: Charles V, roi des Espagnols).

## Historique
Les pentes du Iztaccíhuatl ont été occupées par des tribus Olmèques et Xicalacas et plus tard par les Toltèques et les Chichimecas. Entre le XIIIe siècle et le XIVe siècle, cette contrée vit son apogée par les traités conclus avec les mexicains de Tenochtitlan , Tacuba et Texcoco , ainsi qu’avec ceux de Tlaxcala. La région est passée sous la domination aztèque au XVe siècle, avant l'arrivée des Espagnols qui cassèrent les contrats passés entre Huejotzingo et Tenochtitlan. La ville s'est alliée avec les Espagnols contre les Aztèques en 1520, et la région fut assujettie à une encomienda de Diego de Ordaz placés sous les ordres de l'« Encomendero », colon espagnol ainsi récompensé de ses services envers la monarchie espagnole ; dans la pratique, celui-ci disposait librement des terres des indigènes, bien qu'elles appartenaient toujours à la Couronne.
L' encomienda un système qui fut appliqué par les Espagnols dans tout l'Empire colonial espagnol lors de la conquête du Nouveau Monde à des fins économiques et d'évangélisation, d'une « forme rajeunie de régime seigneurial ».

## Patrimoine religieux

### Monastère de Saint Michel archange duXVIesiècle

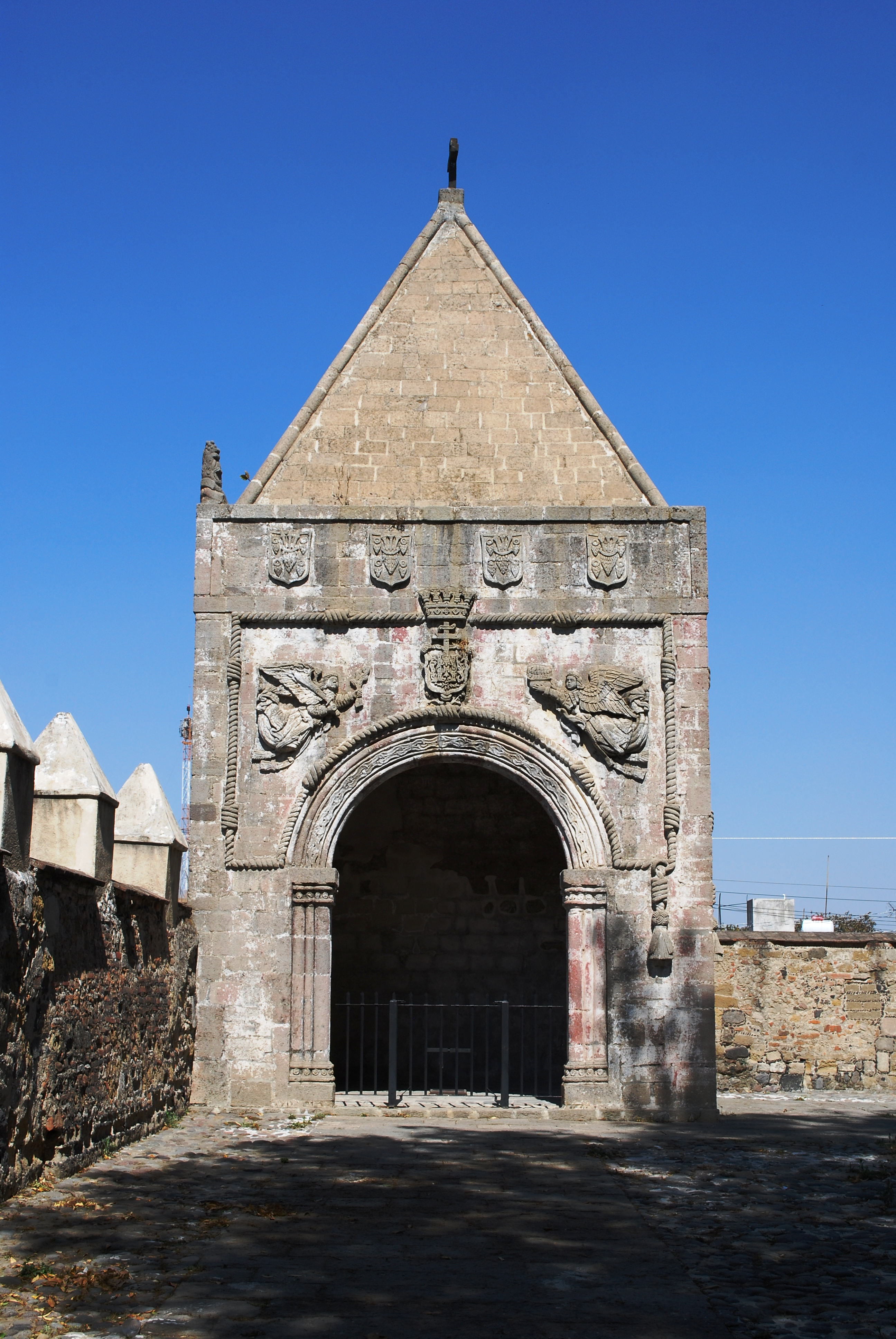
Vue de la chapelle dans le coin nord-ouest de l'atrium

L'ancien couvent de San Miguel Arcángel, à l'architecture coloniale avec un sous-type plateresque, est l'un des quatre premiers établissements franciscains dédiés à la Nouvelle-Espagne. San Miguel, patron de Huejotzingo, est vénéré dans ce temple.Il a été construit en 1526 et achevé en 1570 par Fray Juan de Alameda.
Le style est plateresque, la taille de l’atrium est de 14 400 m2; avec plante rectangulaire d'environ 60 m linéaires de longueur. Il est décrit que la cour est grande, au centre il y a une croix de pierre et ses quatre angles sont ses célèbres chapelles. L'entrée a de hautes colonnes classiques, dont les chapiteaux supportent une fine corniche pour former une épingle. Il est décoré par le classique cordon franciscain et sept anagrammes en grec et en latin ; L'intérieur est un seul navire. À l’intérieur se trouve un échantillon de peinture murale de fresque, soulignant la fresque murale fraîche du capuchon. L’entrée du couvent se fait par le but annexé du côté sud de la façade principale du temple ;

### Temple San Diego

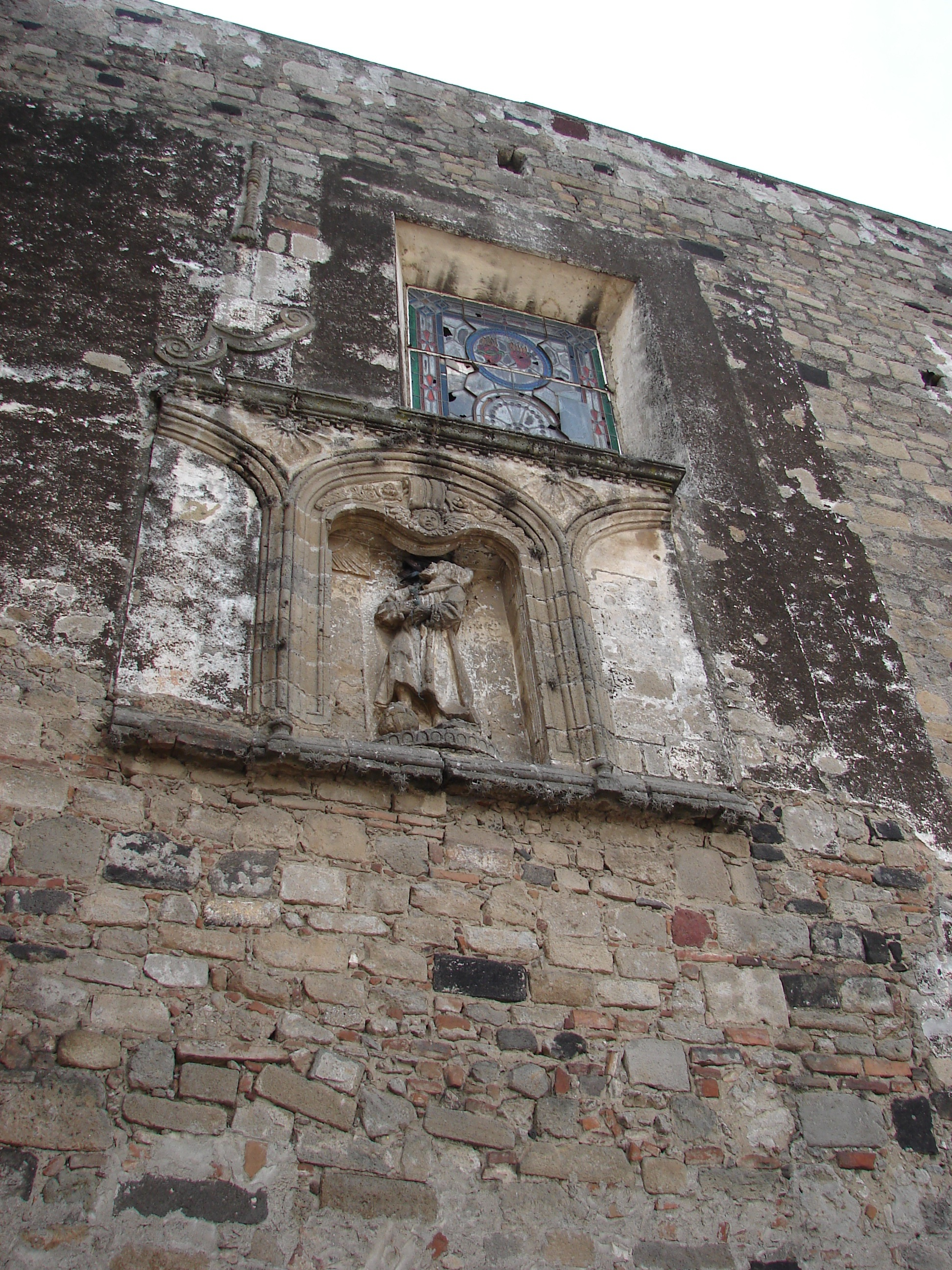
Détail de la paroi latérale du Temple San Diego, Huejotzingo

Il est fait d'une architecture de type colonial. La construction a été réalisée de 1598 à 1600, elle présente une façade principale faite avec des pierres de taille, dont l'entrée et le seuil reposent sur des corbeaux ou des modillons sculptés, placés à intervalles réguliers. À l'extérieur de l'édifice, une corniche assure un encorbellement continu et joue un rôle important dans la décoration les pinacles, et du fronton rectiligne. L'intérieur baroque, se souligne par des retables recouverts à la feuille d'or et de grandes peintures à l'huile aux thèmes religieux, qui représentent le miracle de San Diego, sauvant un enfant tombé dans le puits.
Dans l'actuelle sacristie, les restes d'un toit en bois témoignent du travail des artisans mudéjars. L'école de menuiserie mudéjar de Tolède était réputée dans l'édification des abbayes cisterciennes de Castille. Ces vestiges sont un exemple significatif de charpente mudéjar au Mexique.

## Démographie
La population totale est de 59 822 habitants. La ville de Huejotzingo est l’autorité administrative de cent collectivités,réparties sur un territoire de 188,91 km2. La municipalité est située au centre ouest de l'État,elle jouxte les municipalités de San Salvador el-Vert , San Felipe Teotlalcingo , Chautzingo , Domingo Arenas , San Nicolás de los Ranchos , Calpan , Tlaltenango , Juan C. Bonilla , San Martín Texmelucan et l’État de Mexico à l’ouest. Parmi les autres communautés importantes de la municipalité figurent Santa María Atexcal, San Mateo Capultitlan, San Luis Coyotzingo, Santa María Nepopulaco, San Juan Pancuac, Santa María Tianguistengo, San Miguel Tianguizolco et Santa Ana Xalmimilulco. Il existe des bureaux municipaux dans les communautés suivantes : San Juan Pancoac, San Miguel Tianguizolco, San Luis Coyotzingo, Santa Ana Xalmimilulco, San Mateo Capultitlan, Santa Maria Atexcac, Santa Maria Nepopualco et Santa Maria Tianguistenco. Depuis 1995, la municipalité a connu une croissance démographique d’environ 2,77%.

## Carnaval

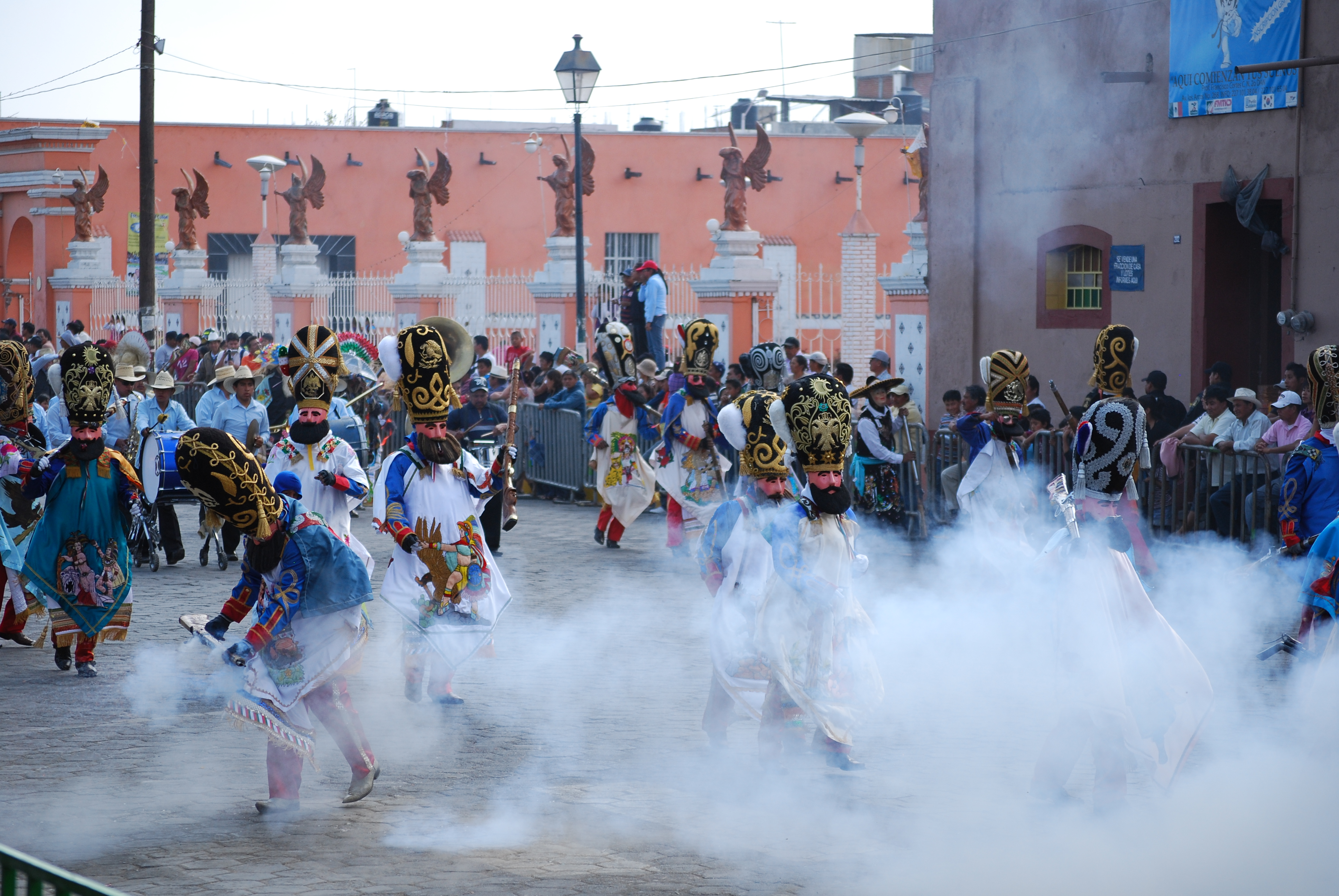
Carnival d'Huejotzingo en 2011

Historiquement, ce carnaval était lié aux fêtes préhispaniques dédiées au dieu Tlaloc, il a officiellement débuté en 1869 et depuis il se déroule chaque année depuis. Il attire près de 35 000 visiteurs du monde entier, 
qui paient entre 300 et 500 pesos de frais de participation, et pour l’achat de la poudre à canon qu’il brûlera pendant l’événement. Le coût de la production est de 2 millions de pesos. Les familles y participent depuis des générations et près de 10 000 personnes revêtent une sorte de costume pour l'événement. Ces costumes sont fabriqués sur place, y compris les babouches (des chaussures "turques" de course modifiées), les mousquets en bois sculptés à la main, et les vêtements richement très décorés. L'événement est populaire auprès des enfants de la région, que l'on voit souvent dans les rues en costume avec des fusils miniatures. Le dimanche après le mercredi des Cendres est réservé au "Carnaval des Enfants" (Carnaval Infantil). Dans ce cas, l'utilisation des feux d'artifice et de la poudre à canon pour protéger les enfants est strictement contrôlée.
Le carnaval de Huejotzingo est la reconstitution de trois éléments de l'histoire et des traditions de la région, qui se répètent à plusieurs reprises au cours de l'événement. Le premier est l’enlèvement de la fille du Corregidor par Agustín Lorenzo. La seconde commémore la bataille de Puebla qui a eu lieu au XIXe siècle entre les troupes françaises et mexicaines, et la dernière représente le premier mariage d'Indiens par le rite catholique en Amérique latine. 

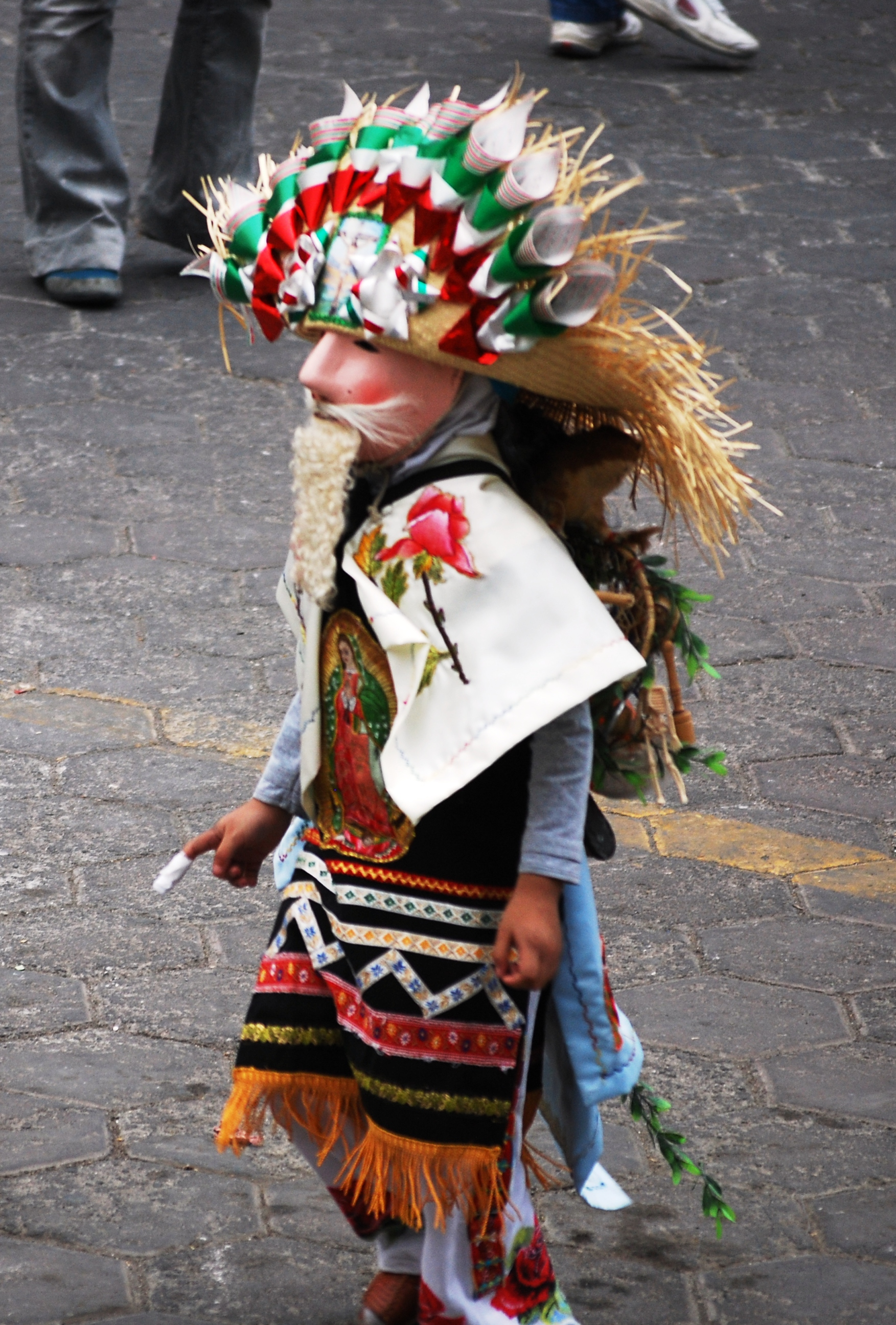
Enfant costumé au Carnaval of Huejotzingo

Parmi les festivals figurent la Feria Regional de Huejotzingo en septembre, la Feria del Santuario de Preciosa Sangre le quatrième vendredi de Carême à Santa Ana Xalmimilulco et les fêtes des saints protecteurs des communautés suivantes : Santa Ana Xalmimilulco (26 juillet), San Luis Coyotzingo (19 août), San Mateo Capultitlan (21 septembre), San Miguel Tianguizolco (29 septembre), Santa Maria Tianguiztenco (12 mai), Santa Maria Nepopualco (5 août), San Juan Pancoac (24 juin) et Santa Maria Atexcac (20 janvier).

## Économie

### Agriculture

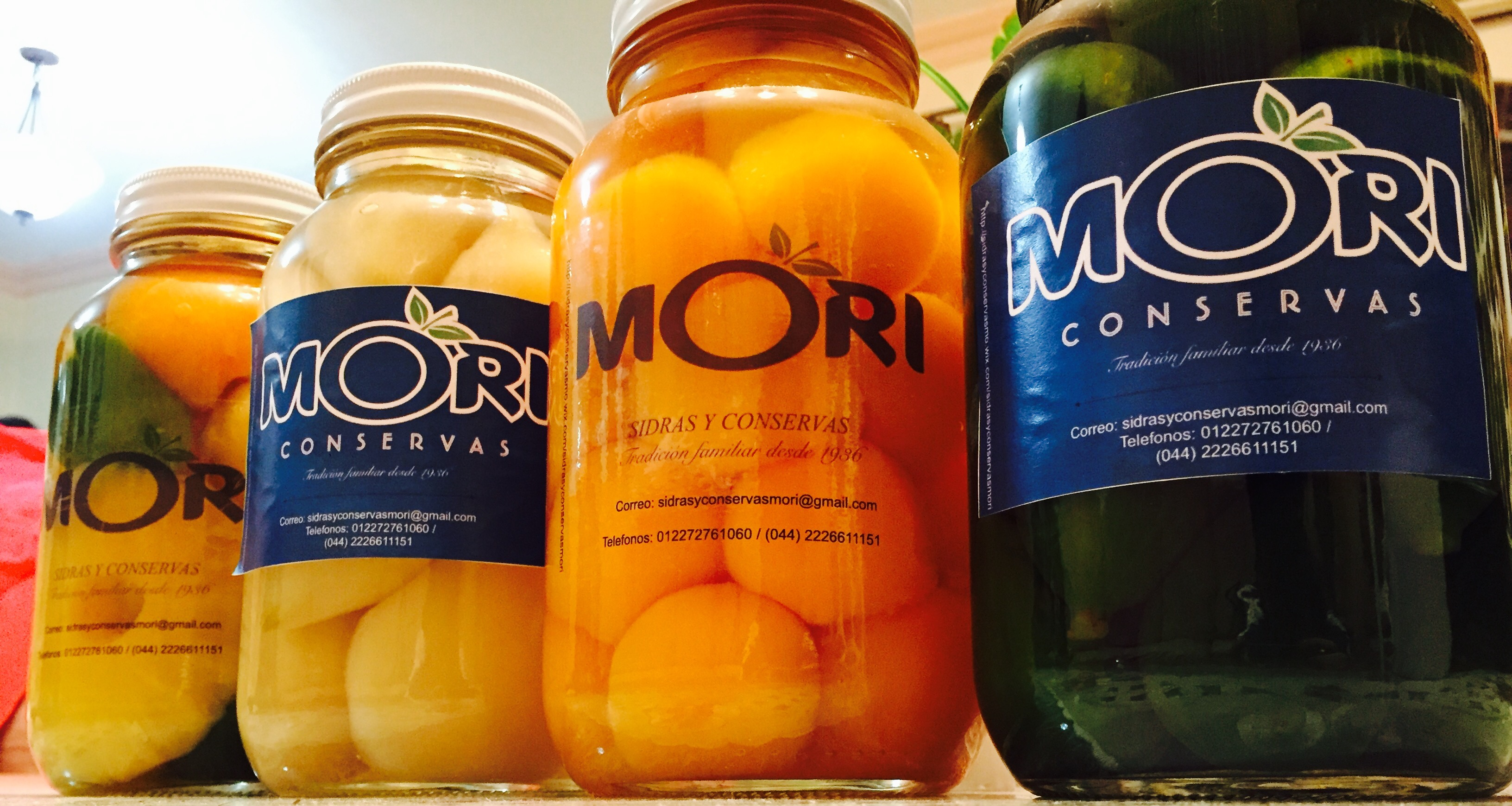
Mori Conserves d'Huejotzingo

L'activité économique principale d' Huejotzingo est l'agriculture, la sylviculture et la pêche qui emploient environ 39% de la population de la municipalité. Les principales cultures comprennent la fava, le blé, la luzerne, les noix de Grenoble et divers fruits tels que les poires, les prunes, les abricots, les pêches et les tejocotes. La municipalité exploite un grand nombre de vergers dont les fruits sont vendus en conserve dans le commerce.
Le bétail comprend les bovins laitiers et de boucherie, les porcs, les chèvres, les moutons, les chevaux et les oiseaux domestiques. La déforestation a considérablement réduit le secteur forestier et est minime. Il existe un réservoir portant le nom de San Joaquin et un étang nommé San Mateo qui est rempli de poissons. La truite est élevée dans des fermes situées le long des rivières Alseseca et Xopana.

### Industrie
31% de la population de Huejotzingo est impliquée dans les secteurs industriels de la fabrication, de l’exploitation minière et de la construction. Les industries traditionnelles de la région sont la fabrication de cidre de pomme alcoolisé, de conserves de fruits et de sucreries.
Environ 28% de la population est impliquée dans le tourisme, le commerce et les services. La plupart des entreprises commerciales répondent aux besoins locaux et régionaux, mais elles incluent également des magasins vendant les conserves de cidre et de fruits de la région. La municipalité reçoit une certaine quantité de tourisme principalement due au monastère avec son musée et son carnaval annuel.

## Education
La municipalité compte 25 écoles maternelles, 21 écoles primaires, 10 collèges et 4 établissements d'enseignement secondaire. Il existe également une école technique et professionnelle CECATI. Il existe un grand établissement d’enseignement supérieur, l’ Universidad Tecnológica de Huejotzingo , qui a été créé dans la communauté de Santa Ana Xalmimilulco en 1998. L’établissement propose principalement des diplômes liés aux technologies dans des domaines tels que le génie mécanique, les technologies de l’information et de la communication. , administration et évaluation de projets, et conception et production de l’industrie textile.

## Jumelage
- San Andrés Calpan (es) (2013)[9]

## Pour approfondir